# Distrikt Pararín
Der Distrikt Pararín liegt in der Provinz Recuay in der Region Ancash im Südwesten von Peru. Der Distrikt wurde am 25. Juli 1857 gegründet. Er hat eine Fläche von 259 km². Beim Zensus 2017 wurden 1603 Einwohner gezählt. Im Jahr 1993 lag die Einwohnerzahl bei 1048, im Jahr 2007 bei 1251. Verwaltungssitz des Distriktes ist die 3383 m hoch gelegene Ortschaft Pararín mit 418 Einwohnern (Stand 2017). Pararín liegt 42 km südwestlich der Provinzhauptstadt Recuay.

## Geographische Lage
Der Distrikt Pararín liegt im äußersten Südwesten der Provinz Recuay. Er liegt im Westen der Cordillera Negra. Entlang der nördlichen Distriktgrenze fließt der Río Cotaparaco, ein Zufluss des Río Huarmey, nach Westen, entlang der südlichen Distriktgrenze strömt der Río Fortaleza nach Südwesten.
Der Distrikt Pararín grenzt im Westen an den Distrikt Huarmey (Provinz Huarmey), im Norden an den Distrikt Cochapeti (ebenfalls in der Provinz Huarmey), im äußersten Nordosten an die Distrikte Cotaparaco und Tapacocha, im Osten an den Distrikt Llacllín sowie im Süden an den Distrikt Colquioc (Provinz Bolognesi).